# Ibrahim Mouchili
 (août 2025).
 (juillet 2019).
Si vous disposez d'ouvrages ou d'articles de référence ou si vous connaissez des sites web de qualité traitant du thème abordé ici, merci de compléter l'article en donnant les références utiles à sa vérifiabilité et en les liant à la section « Notes et références ».
Ibrahim Mouchili, né le 5 janvier 1998 à Yaoundé, est un footballeur camerounais qui évolue au poste de milieu relayeur récupérateur. Il joue actuellement au Club africain.

## Biographie
Ibrahim Mouchili fait ses débuts de footballeur à la Panthère sportive du Ndé. En 2018, il quitte son pays natal et rejoint la Tunisie, et plus précisément le Club africain, où il signe un contrat de trois saisons.